# Dylan Pelot
Dylan Pelot, de son vrai nom Pierre-Dylan Grosdemange[réf. nécessaire], né le 21 juin 1969 à Bussang (Vosges) et mort le 22 janvier 2013 à Nancy, est un réalisateur, photographe, illustrateur et écrivain français.

## Biographie
Fils de l'écrivain Pierre Pelot, Dylan grandit à Saint-Maurice-sur-Moselle. Dès 1984, il entre à l'École de l'Image à Épinal. En 1987, il fait un stage à l'Atelier international de maquillage, à Paris. 

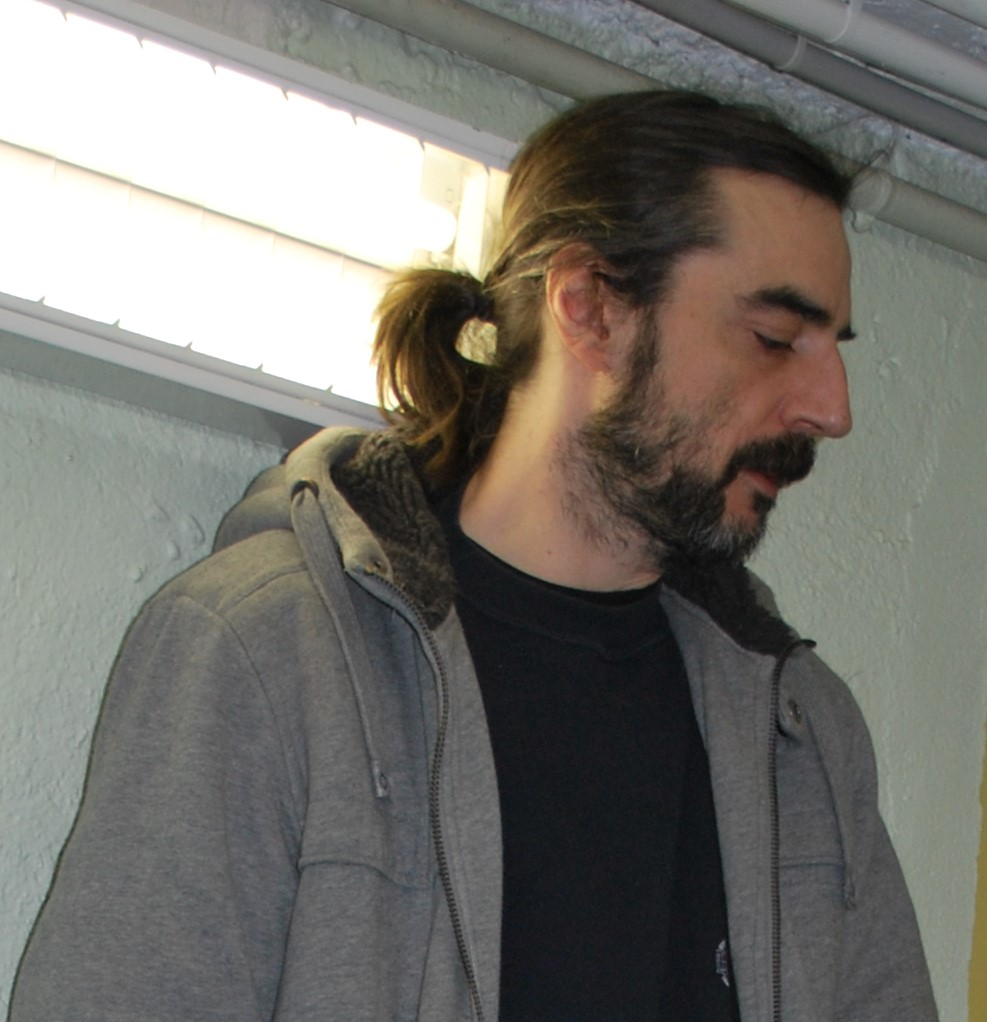
Dylan Pelot, lors d'un atelier de Monstre à la MJC Bazin de Nancy (2010).

Véritable touche-à-tout, il réalise plusieurs courts-métrages, participe en tant que bassiste et parolier à plusieurs groupes musicaux (« Les Gorets », « Les Fils de Crao ») dont il réalise aussi les clips. En parallèle, il écrit et/ou illustre des ouvrages pour les jeunes : la série Vincent (le chien jaune), écrite par son père Pierre Pelot, et qu'il illustre. Il illustre également des albums jeunesse écrits par Jean-Marc Mathis. Ils inverseront leurs rôles pour l'album Victor qui pète en 2006. Il a exposé dans divers endroits et participe régulièrement à des ateliers en tant que professeur de monstres.
Il se fixe alors le projet d'écrire L'Encyclopédie des films introuvables, relayé par Fluide glacial. Dans les genres les plus divers, péplum, western, policier, science-fiction... il imagine synopsis, casting, fiche technique, crée l'affiche du film et des photos de tournage. L'ouvrage Les grands succès du cinéma introuvable...  paraît à titre posthume, en 2014, édité par Fluide Glacial.
Il meurt en janvier 2013 d'une rupture d'anévrisme dans le parc de la Pépinière, à Nancy, à l'âge de 43 ans.

## Ouvrages

### Illustrateur

#### SérieVincent
- La série Vincent, textes de son père, Pierre Pelot, éditée chez Pocket
  - Vincent, le chien terriblement jaune, 1995
  - Vincent en hiver, texte de son père, 2000
  - Vincent et le canard à trois pattes, 2001
  - Vincent et les évadés du zoo, 2002
  - Vincent au cirque, 2003

#### Autres
- La 42e sœur de Bébert, texte de Christiane Duchesne, Hachette jeunesse, 1998
- Le chien qui souriait à l'envers, texte de Jean-Marc Mathis, Pocket jeunesse, 1998
- Claude Zilla, texte de Jean-Marc Mathis, Pocket jeunesse, 1998
- Noé et l'île volante, texte de Freddy Woets, Hachette jeunesse, 1998
- Le vampire du CE1, texte de Gudule, Pocket jeunesse, 2000
- Salut, l'extraterrestre !, texte de Gudule, Pocket jeunesse, 2001

### Auteur ou scénariste
- Que fait le Père Noël le reste de l'année ?, Gallimard-Jeunesse, 1998
- Victor qui pète, illustrations de Mathis, éd. Paquet, novembre 1997

### Essai posthume
- Les grands succès du cinéma introuvable... , Dylan Pelot ; ouvrage conçu et dirigé par Gérard Viry-Babel, Fluide glacial, 2014

## Réalisateur

### Court métrage
- La Nuit de l'invasion des nains de jardins venus de l'espace, France, 1997 - 8 minutes